# José F. Danza
José F. Danza (nacido como Joseph Fisher Danza, el 12 de octubre de 1882 en Filadelfia, Estados Unidos y fallecido en Klagenfurt, Austria, el 3 de abril de 1937) fue un reconocido médico y traductor, hijo del soldado norteamericano Joseph Fisher y de la joven gaditana Catalina Danza. 

## Reseña biográfica
Hijo del soldado norteamericano Joseph Fisher, quien fue condecorado con la Medalla al Honor por su valor en la batalla del 2 de abril de 1865, mientras servía en la Compañía C, 61st de la Infantería de Pensilvania en Petersburg, Virginia; y de la gaditana Catalina Danza, hija del comerciante suizo afincado en Cádiz Alexander Danza. Sus padres se conocieron en Cádiz durante la visita que realizó Ulysses S. Grant a España para conocer sus defensas en 1878.
Estudió medicina en el Jefferson Medical College de la Universidad de Filadelfia, si bien no ejerció en su ciudad natal. Gracias a los contactos de su abuelo, comenzó un periplo por Europa que le llevó a Cádiz, dónde colaboraría con la Revista Médica Gaditana, realizando sus primeras traducciones de la mano del editor gaditano Aberlardo de Carlos, quien había comprado recientemente la imprenta Sucesores de Rivadeneyra.Colaboraría también con la revista La Ilustración Española y Americana, editada por De Carlos, realizando traducciones de sus revistas hermanas The Illustrated London News o de la alemana Ilustrirte Zeitung.
Durante su estancia en Cádiz, realizaría traducciones de diversas obras en inglés y alemán que se encontraban en la Biblioteca del Casino Gaditano, que quedarían en la biblioteca particular de don Julián Fernández, algunas de las cuales se distribuyeron bajo suscripción entre las colonias extranjeras existentes en la ciudad española. Labor que continuaría realizando a lo largo de su vida, manteniendo una comunicación directa con los círculos literarios y culturales gaditanos,a las que hacía partícipes de sus lecturas descubiertas en sus viajes.   

En 1917, con la entrada de Estados Unidos en la I Guerra Mundial, F. Danza, siguiendo los pasos de su padre, actuaría como médico voluntario en Franciadónde permanecería 3 años más al acabar la guerra. En 1921 lo encontramos afincado en Suiza desde dónde realizaría diversos viajes por Europa Central y Oriental, que plasmaría en sus libros de viajes y primeras novelas de aventuras, todas editadas manteniendo el anonimato, según refería en su testamento conservado en la parroquia de San Egid: 
Durante mis años de vida he traducido muchas obras, en los últimos desee plasmar mis propias historias para que otros los disfrutarán. Pero si algo soy es médico y traductor. Por eso, nunca firme ninguna de ellas. 

## Traducciones reconocidas
- La piedra lunar, edición no venal. Cádiz, 1903.
- La ley y la dama, edición no venal. Cádiz, 1903
- La Casa del pastor Naudi, edición no venal. Cádiz, 1903.
- La ley y la dama, edición no venal, Cádiz, 1904.
- El Progreso del Peregrino, no venal, Marsella, 1921.

- El Jardín Secreto, edición no venal. Zúrich, 1930.
- Mathilda, edición no venal, Zúrich, 1930.
- Los de Seldwyla, edición no venal, Zúrich, 1930.
- Carta de una desconocida, edición no venal. Klagenfurt, 1936.